# Pressignac
Pressignac là một xã thuộc tỉnh Charente trong vùng Nouvelle-Aquitaine tây nam nước Pháp. Xã này có độ cao trung bình 264 mét trên mực nước biển.
- Rochechouart crater